# 65P/Ганна
Комета Ганна (65P/Gunn) — короткопериодическая комета из семейства Юпитера, которая была открыта 27 октября 1970 года американским астрономом Джеймсом Ганном с помощью 122-см телескопа системы Шмидта в Паломарской обсерватории. Обладает периодом обращения вокруг Солнца около 7,678 года.

Орбита кометы Ганна и её положение в Солнечной системе

В момент обнаружения комета выглядела как диффузный объект 16-й звёздной величины с небольшим хвостом. Ганн сделал запрос на подтверждения открытия. Повторно обнаружить комету удалось лишь месяц спустя в ночь с 22 на 23 ноября астроному J. N. Bahcall.

## История наблюдений
На основе положений кометы, полученных с 27 октября по 23 ноября, американский астроном Брайан Марсден рассчитал приблизительные параметры орбиты. Результаты показали, что период вращения кометы составляет около 6 — 7 лет, а более поздние расчёты показали период в 6,8 года, а дату перигелия 19 апреля 1969 года.
В начале ноября 1980 года астрономы в Австрии, тщательно исследовав ранее сделанные фотопластинки на основе полученных расчётов орбиты, обнаружили, что комета уже попадала в объектив телескопа 8 августа 1954 года. Тогда она выглядела как объект 19-й звёздной величины и представляла собой диффузный объект 5 угловых минут в поперечнике с узким и длинным хвостом длинной в 1 угловую минуту. 
Следующее появление кометы вблизи Солнца наблюдалось в 1989 году. С мая по июнь комета достигла максимальной яркости и представляла собой объект магнитудой около 12,5m.
Свой пятый перигелий с момента открытия комета прошла 24 июня 1996 года. В этот раз условия для наблюдения были особенно благоприятными — 3 июня произошло сближение кометы с Землёй до расстояния в 1,4693 а.е. (220,395 млн км), а максимальная яркость в течение июня — июля составляла около 12-й звёздной величины.
Во время своего следующего появления условия для наблюдений были ещё лучше. В марте 2002 года комета стала объектом наблюдения множества астрономов-любителей по всему миру. Польский астроном Мачей Решельски, наблюдая комету 30 апреля с помощью своего 0,41-м рефлектора, оценил её яркость как 13,8m. Комета прошла точку перигелия  11 мая 2003 года.